# 跳び上がる娘たち
『跳び上がる娘たち』（とびあがるむすめたち）は、1962年5月7日から同年9月24日まで日本テレビ系列局で放送されていた日本テレビ製作のテレビドラマである。ハリス（現・クラシエ）の一社提供で、タイトルに「ハリスミュージカルアクション」を冠していた。全21話。放送時間は毎週月曜 19:00 - 19:30 （日本標準時）。

## 概要
「スイート・ショップ」という店とその近辺で起こる事件をテーマにしたミュージカル仕立てのドラマで、サスペンスからアクションからコメディまでさまざまな要素が盛り込まれていた。キャスティングは当時の人気歌手たちを中心に組まれていた。

## 出演者
- 市木（「スイート・ショップ」主人）：市村俊幸
- 謙二（主人の長男）：北原謙二
- みどり（主人の娘）：田代みどり
- 栗田：久里千春
- 堀：ポール聖名子
- 幸子（推理好きの女子大生）：西田佐知子
- ミキ：仲宗根美樹
- サカエ（OL）：森サカエ
- なぞの男：丹波哲郎
- バイオリン教師：榎本健一

## スタッフ
- 脚本：大倉左兎
- 演出：村越潤三
- 音楽：小川寛興